# Hoher Zaun
Hoher Zaun är en bergstopp i Österrike.   Den ligger i distriktet Lienz och förbundslandet Tyrolen, i den centrala delen av landet, 300 km väster om huvudstaden Wien. Toppen på Hoher Zaun är 3 451 meter över havet.
Den högsta punkten i närheten är Rainerhorn, 3 559 meter över havet, 1,5 km väster om Hoher Zaun. Runt Hoher Zaun är det ganska glesbefolkat, med 26 invånare per kvadratkilometer.. Närmaste större samhälle är Matrei in Osttirol, 15,9 km sydost om Hoher Zaun.